# Präsentation einer Gruppe
In der Mathematik ist die Präsentation (oder Präsentierung) einer Gruppe gegeben durch eine Menge von Elementen {\displaystyle S}, die die Gruppe erzeugen, und eine Menge von Relationen {\displaystyle R}, die zwischen diesen Erzeugern bestehen und sie wird mit
{\displaystyle \langle S\mid R\rangle }
notiert.
Zum Beispiel wird die zyklische Gruppe der Ordnung {\displaystyle n} erzeugt von einem Element {\displaystyle S=\{g\}} mit der Relation {\displaystyle R=\{g^{n}=1\}}, folglich ist ihre Präsentation
{\displaystyle \langle g\mid g^{n}=1\rangle .}
Eine solche Präsentation nennt man daher auch Darstellung durch Erzeuger und Relationen. Ausführlicher bedeutet dies Folgendes:
- Jedes Element der Gruppe lässt sich schreiben als Produkt der angegebenen Erzeuger (sowie ihrer Inversen).
- Je zwei solche Schreibweisen desselben Elements unterscheiden sich nur durch die angegebenen Relationen (und ihre Konsequenzen).

Jede Gruppe lässt sich auf diese Weise präsentieren, und somit sind Präsentationen ein universelles Werkzeug, um Gruppen zu konstruieren und zu untersuchen. Eine endlich präsentierte Gruppe ist eine Gruppe, die durch endlich viele Erzeuger und Relationen beschrieben werden kann. Viele unendliche Gruppen erlauben eine endliche Präsentation und damit eine effiziente Beschreibung. Die kombinatorische Gruppentheorie untersucht Gruppen mit Hilfe ihrer Präsentationen und stellt hierzu umfangreiche Techniken zur Verfügung.

## Motivation und Geschichte
Um in einer Gruppe praktisch zu rechnen, ist es oft hilfreich, sich auf eine geschickt gewählte Menge von Erzeugern zu stützen. Dies gilt insbesondere, wenn die Gruppe groß und kompliziert ist (oder gar unendlich), aber erzeugt wird von einer kleinen, übersichtlichen Menge (im besten Falle endlich). Die entsprechende Idee für Vektorräume über einem Körper führt zum Begriff der Basis, der wesentlich für die lineare Algebra ist.
Für beliebige Gruppen kann man im Allgemeinen keine so einfache Struktur erwarten: Um die Rechenregeln in der Gruppe festzulegen, muss man die Relationen zwischen den Erzeugern angeben. Diese hängen von der betrachteten Gruppe ab und können beliebig kompliziert sein. In diesem praktischen Sinne wurde das Konzept der Präsentation schon seit den Anfängen der Gruppentheorie verwendet, wenn auch zunächst ohne präzise Definition. Rechnungen mit Erzeugern und Relationen finden sich in der zweiten Hälfte des 19. Jahrhunderts zum Beispiel in den Arbeiten von Arthur Cayley, Henri Poincaré und Walther von Dyck. Erst im 20. Jahrhundert wurde die Praxis der endlich präsentierten Gruppen zu einer Theorie ausgebaut, der kombinatorischen Gruppentheorie, die maßgeblich von Max Dehn initiiert wurde.

## Einführende Beispiele
Den einfachsten Fall einer Präsentation erhält man für die Gruppe {\displaystyle C=(\mathbb {Z} ,+)} der ganzen Zahlen mit ihrer Addition. Diese Gruppe kann von einem einzigen Element {\displaystyle s} erzeugt werden, nämlich {\displaystyle s=1} oder {\displaystyle s=-1}. In diesem Fall bestehen keine Relationen, und dies schreibt man als
{\displaystyle C=\langle s\mid -\rangle }.
Jedes Element von {\displaystyle C} schreibt sich eindeutig als {\displaystyle s^{k}} mit {\displaystyle k\in \mathbb {Z} }. In Abwesenheit jeglicher Relationen spricht man auch von der freien Gruppe über den gegebenen Erzeugern.
Fügen wir nun die Relation {\displaystyle s^{n}=1} ein, wobei {\displaystyle n\geq 1}, so erhalten wir die Gruppe
{\displaystyle C_{n}=\langle s\mid s^{n}=1\rangle }
Auch hier lässt sich jedes Element von {\displaystyle C_{n}} schreiben als {\displaystyle s^{k}} mit {\displaystyle k\in \mathbb {Z} }. Es gilt jedoch zudem {\displaystyle s^{n}=1}, und als Konsequenz {\displaystyle s^{k}=s^{k+n}} für alle {\displaystyle k}. Daraus folgt, dass die Gruppe {\displaystyle C_{n}=\{s,s^{2},s^{3},\dotsc ,s^{n}=1\}} genau {\displaystyle n} Elemente hat. Man nennt sie die zyklische Gruppe der Ordnung {\displaystyle n}, und sie ist isomorph zu {\displaystyle \mathbb {Z} /n\mathbb {Z} }.

## Universelle Konstruktion
Wenn man sich beliebige Erzeuger {\displaystyle S} und Relationen {\displaystyle R} vorgibt, dann ist zunächst nicht klar, ob und wie dadurch eine Gruppe definiert werden kann. Die folgende Konstruktion löst dieses Problem, indem sie die dargestellte Gruppe {\displaystyle \langle S\mid R\rangle } als Quotienten einer freien Gruppe definiert:
Gegeben sei eine Menge {\displaystyle S}, deren Elemente wir im Folgenden als Erzeuger verwenden wollen. Es sei {\displaystyle F=F(S)} die freie Gruppe über {\displaystyle S}. Diese besteht aus allen reduzierten Wörtern {\displaystyle s_{1}^{e_{1}}s_{2}^{e_{2}}\cdots s_{n}^{e_{n}}} mit Faktoren {\displaystyle s_{1},s_{2},\dotsc ,s_{n}\in S}, wobei {\displaystyle s_{i}\neq s_{i+1}} für alle {\displaystyle i}, und Exponenten {\displaystyle e_{1},e_{2},\dotsc ,e_{n}\in \mathbb {Z} }, wobei {\displaystyle e_{i}\neq 0} für alle {\displaystyle i}. Ferner sei {\displaystyle R\subset F} eine Menge von solchen Wörtern über {\displaystyle S}. Wir bezeichnen mit {\displaystyle R^{F}} die Menge aller konjugierten Elemente {\displaystyle r^{x}} wobei {\displaystyle r\in R} und {\displaystyle x\in F}. Es sei {\displaystyle K=\langle R^{F}\rangle } die von der Menge {\displaystyle R^{F}} erzeugte Untergruppe von {\displaystyle F}. Man nennt {\displaystyle K} die Menge aller Konsequenzen der Relationen {\displaystyle R}. Sie lässt sich auch beschreiben als der von {\displaystyle R} erzeugte Normalteiler, und dafür ist die Bezeichnung {\displaystyle K=\langle \langle R\rangle \rangle } gebräuchlich.
Nach Konstruktion ist {\displaystyle K} ein Normalteiler der freien Gruppe {\displaystyle F}. Wir erhalten demnach als Quotient eine Gruppe
{\displaystyle \langle S\mid R\rangle :=F/K}
und nennen diese die Gruppe mit Erzeugern {\displaystyle S} und Relationen {\displaystyle R}.
Genauer nennt man das Paar {\displaystyle (S,R)} die Präsentation und {\displaystyle \langle S\mid R\rangle } die durch {\displaystyle (S,R)} präsentierte Gruppe.

### Sprechweise
In obiger Konstruktion betrachtet man die Elemente von {\displaystyle S} üblicherweise als Elemente der Gruppe {\displaystyle \langle S\mid R\rangle }. Formal gesehen sind sie aber Elemente der freien Gruppe {\displaystyle F=F(S)} und nicht des Quotienten {\displaystyle F/K}. Es ist dennoch oft bequemer, sie mittels des Quotientenhomomorphismus {\displaystyle \varphi \colon F\to F/K} als Erzeuger von {\displaystyle F/K} zu betrachten. Wenn keine Verwechslungen zu befürchten sind, unterscheidet man daher nicht zwischen dem Element {\displaystyle s\in S} und seinem Bild {\displaystyle {\bar {s}}=\varphi (s)} in {\displaystyle F/K}.

### Schreibweisen
Sind {\displaystyle S=\{s_{1},s_{2},\dotsc ,s_{m}\}} und {\displaystyle R=\{r_{1},r_{2},\dotsc ,r_{n}\}} endliche Mengen, so nennt man die Präsentation {\displaystyle (S,R)} endlich. In diesem Falle schreibt man die so präsentierte Gruppe {\displaystyle \langle S\mid R\rangle } auch einfach {\displaystyle \langle s_{1},s_{2},\dotsc ,s_{m}\mid r_{1},r_{2},\dotsc ,r_{n}\rangle }.
Oft schreibt man eine Relation {\displaystyle r\in F} auch in der Form {\displaystyle r=1}, um zu betonen, dass diese im Quotienten {\displaystyle F/K} auf das neutrale Element {\displaystyle 1} abgebildet wird. Etwas allgemeiner benutzt man die bequemere Schreibweise {\displaystyle u=v} anstelle der Relation {\displaystyle uv^{-1}=1}.

## Universelle Eigenschaft
Sei {\displaystyle S} eine Menge und sei {\displaystyle R\subset F(S)} eine Menge von Wörter über {\displaystyle S}. Die so präsentierte Gruppe {\displaystyle \langle S\mid R\rangle } hat folgende universelle Eigenschaft:
Zu jeder Abbildung {\displaystyle f\colon S\to G} in eine Gruppe {\displaystyle G}, die die Bedingung {\displaystyle f(R)=\{1\}} erfüllt, existiert genau ein Gruppenhomomorphismus {\displaystyle h\colon \langle S\mid R\rangle \to G}, der {\displaystyle f} fortsetzt, also {\displaystyle h({\bar {s}})=f(s)} für alle {\displaystyle s\in S} erfüllt.
Anders gesagt, die Gruppe {\displaystyle \langle S\mid R\rangle } ist die „freiest mögliche“ von {\displaystyle S} erzeugte Gruppe unter den vorgegebenen Relationen {\displaystyle R}. Diese universelle Abbildungseigenschaft ist zu der eingangs gegebenen Definition äquivalent. Jede der beiden Charakterisierungen kann also als Definition der Gruppe {\displaystyle \langle S\mid R\rangle } verwendet werden, und in der Literatur finden sich beide Zugänge. Die jeweils andere Charakterisierung ist dann eine Folgerung.

### Präsentation einer gegebenen Gruppe
Ist eine Gruppe {\displaystyle G} gegeben, so können wir ein Erzeugendensystem {\displaystyle (g_{i})_{i\in I}} von Elementen {\displaystyle g_{i}\in G} wählen. Die freie Gruppe {\displaystyle F=F(S)} über {\displaystyle S=\{s_{i}\mid i\in I\}} erlaubt dann einen surjektiven Gruppenhomomorphismus {\displaystyle h\colon F\to G} mit {\displaystyle h(s_{i})=g_{i}} für alle {\displaystyle i\in I}. Als zweites können wir nun eine Teilmenge {\displaystyle R=\{r_{j}\mid j\in J\}} wählen, die der Kern {\displaystyle K=\ker(h)} als normale Untergruppe erzeugt. Damit erhalten wir einen Gruppenisomorphismus {\displaystyle \langle S\mid R\rangle =F/K\to G}. Dieser präsentiert die gegebene Gruppe {\displaystyle G} durch die Erzeuger {\displaystyle (g_{i})_{i\in I}} und die zwischen ihnen bestehenden Relationen {\displaystyle (r_{j})_{j\in J}}. Man beachte dabei den Kunstgriff, dass die Relationen {\displaystyle r_{j}} in den freien Erzeugern {\displaystyle s_{i}} ausgedrückt werden, die hier als Variablen oder Platzhalter für die eigentlichen Gruppenelemente {\displaystyle (g_{i})_{i\in I}} in {\displaystyle G} dienen.
Wenn man ein endliches Erzeugendensystem {\displaystyle S} wählen kann, dann heißt {\displaystyle G} endlich erzeugt.
Wenn man zudem eine endliche Menge {\displaystyle R} von Relationen wählen kann, dann heißt {\displaystyle G} endlich präsentiert.

## Beispiele

### Verknüpfungstafel einer endlichen Gruppe
Ist {\displaystyle (G,\cdot )} eine endliche Gruppe der Ordnung {\displaystyle n}, so können wir ihre Verknüpfungstafel als eine Präsentation durch {\displaystyle n} Erzeuger und {\displaystyle n^{2}} Relationen interpretieren. Die Erzeuger sind hierbei die Elemente {\displaystyle a,b,c,\dotsc } der gegebenen Gruppe {\displaystyle G}, und jedes Produkt {\displaystyle a\cdot b=c} definiert eine Relation {\displaystyle abc^{-1}} in der freien Gruppe über {\displaystyle G}. Im Allgemeinen erlaubt {\displaystyle G} jedoch auch viel kürzere Präsentationen, wie die nachfolgenden Beispiele zeigen.

### Zyklische Gruppen
Die Präsentationen {\displaystyle \mathbb {Z} =\langle s\mid -\rangle } und {\displaystyle \mathbb {Z} /n=\langle s\mid s^{n}=1\rangle } wurden oben bereits als einführende Beispiele vorgestellt. Jede Präsentation mit nur einem Erzeuger definiert eine hierzu isomorphe Gruppe.
Präsentationen mit zwei Erzeugern können hingegen bereits überraschend kompliziert sein. Zwei besonders einfache Beispiele sind durch die Diedergruppe und die Quaternionengruppe gegeben.

### Diedergruppen
Die Diedergruppe {\displaystyle D_{n}} der Ordnung {\displaystyle 2n} ist die Isometriegruppe eines regelmäßigen {\displaystyle n}-Ecks in der Ebene. Sie wird erzeugt von zwei benachbarten Spiegelungen {\displaystyle s_{0},s_{1}} und man erhält so die Präsentation
{\displaystyle D_{n}=\langle s_{0},s_{1}\mid s_{0}^{2}=s_{1}^{2}=(s_{0}s_{1})^{n}=1\rangle }.

### Quaternionengruppen
Die verallgemeinerte Quaternionengruppe {\displaystyle Q_{4n}} der Ordnung {\displaystyle 4n} für {\displaystyle n\geq 2} ist gegeben durch die Präsentation
{\displaystyle Q_{4n}=\langle x,y\mid x^{2n}=1,x^{n}=y^{2},yxy^{-1}=x^{-1}\rangle }.
Für {\displaystyle n=2} erhält man hieraus die Hamiltonsche Quaternionengruppe {\displaystyle Q_{8}=\{\pm 1,\pm i,\pm j,\pm k\}} mit der Verknüpfung
{\displaystyle i\cdot i=j\cdot j=k\cdot k=i\cdot j\cdot k=-1}.
In diesem Fall ist die Schreibweise {\displaystyle i=x} und {\displaystyle j=y} und {\displaystyle k=xy} sowie {\displaystyle x^{2}=y^{2}=-1} historisch üblich.

### Symmetrische Gruppen
Die symmetrische Gruppe {\displaystyle S_{n}} wird von den Transpositionen {\displaystyle t_{i}=(i,i+1)} erzeugt, wobei {\displaystyle i=1,2,\dotsc ,n-1}. Man rechnet direkt nach, dass zwischen diesen Erzeugern folgende Relationen gelten:
- {\displaystyle t_{i}^{2}=1} für alle {\displaystyle i}
- {\displaystyle t_{i}t_{j}=t_{j}t_{i}} falls {\displaystyle |i-j|\geq 2}
- {\displaystyle t_{i}t_{j}t_{i}=t_{j}t_{i}t_{j}} falls {\displaystyle |i-j|=1}

Die so präsentierte Gruppe
{\displaystyle G=\left\langle s_{1},s_{2},\dotsc ,s_{n-1}{\Big |}{\begin{matrix}s_{i}^{2}=1{\mbox{ für }}i=1,2,\dotsc ,n-1\\s_{i}s_{j}=s_{j}s_{i}{\text{ falls }}|i-j|\geq 2\\s_{i}s_{j}s_{i}=s_{j}s_{i}s_{j}{\text{ falls }}|i-j|=1\end{matrix}}\right\rangle }
erlaubt demnach einen surjektiven Gruppenhomomorphismus {\displaystyle G\to S_{n}} vermöge {\displaystyle s_{i}\mapsto t_{i}}.
Es ist zunächst nicht offensichtlich, dass dieser auch injektiv ist, dass die angegebenen Relationen bereits alle Relationen erzeugen. Man kann jedoch mit Hilfe der obigen Relationen zeigen, dass {\displaystyle G} höchstens {\displaystyle n!} Elemente enthält, und damit gilt {\displaystyle G\cong S_{n}}.
Man beachte, dass man wegen {\displaystyle s_{i}^{2}=1} die obigen Relationen auch umschreiben kann als
- {\displaystyle (s_{i}s_{j})^{2}=1} für {\displaystyle |i-j|\geq 2},
- {\displaystyle (s_{i}s_{j})^{3}=1} für {\displaystyle |i-j|=1}.

Auch diese äquivalente Schreibweise ist in der Literatur häufig zu finden.

### Coxeter-Gruppen
Spiegelungsgruppen sind solche Gruppen, die von Spiegelungen, das heißt Elementen der Ordnung {\displaystyle 2}, erzeugt werden. Spiegelungsgruppen spielen eine wichtige Rolle in der klassischen Geometrie, zum Beispiel bei der Klassifikation regulärer Polyeder. Sie wurden vom britischen Mathematiker Harold Scott MacDonald Coxeter eingehend studiert, zu dessen Ehren sie auch Coxeter-Gruppen genannt werden.
Um alle Relationen einer solchen Gruppe übersichtlich aufzuschreiben, wählen wir eine symmetrische Matrix {\displaystyle M=(m_{ij})}, deren Einträge natürliche Zahlen oder unendlich sind, also {\displaystyle m_{ij}\in \mathbb {N} \cup \{\infty \}} für {\displaystyle i,j=1,\dotsc ,n}. Wir nehmen dabei zusätzlich an, dass {\displaystyle m_{ii}=1} und {\displaystyle m_{ij}\geq 2} für alle {\displaystyle i\neq j}. Eine solche Matrix heißt dann Coxeter-Matrix und definiert die folgende Coxeter-Gruppe:
{\displaystyle \Gamma _{M}=\langle s_{1},s_{2},\dotsc ,s_{n}\mid (s_{i}s_{j})^{m_{ij}}=1\rangle }
Falls {\displaystyle m_{ij}=\infty }, so wird die entsprechende Relation einfach weggelassen.
Zum Beispiel ist die Diedergruppe {\displaystyle D_{n}} die Coxeter-Gruppe zur Matrix
{\displaystyle {\begin{pmatrix}1&n\\n&1\end{pmatrix}}}
Die symmetrische Gruppe {\displaystyle S_{n}} ist die Coxeter-Gruppe zur {\displaystyle (n-1)\times (n-1)} Matrix
{\displaystyle {\begin{pmatrix}1&3&2&\dots &2\\3&1&3&\ddots &\vdots \\2&3&1&\ddots &2\\\vdots &\ddots &\ddots &\ddots &3\\2&\dots &2&3&1\end{pmatrix}}}
Solche Matrizen lassen sich übersichtlich als Dynkin-Diagramme darstellen und klassifizieren.

### Flächengruppen
Die Fundamentalgruppe der geschlossenen, orientierbaren Fläche vom Geschlecht {\displaystyle g} hat die Präsentierung
{\displaystyle \pi _{1}S_{g}=\langle a_{1},b_{1},\dotsc ,a_{g},b_{g}\mid \Pi _{i=1}^{g}\left[a_{i},b_{i}\right]=1\rangle }.

## Tietze-Transformationen
Zu einer vorgegebenen Gruppe {\displaystyle G} gibt es stets unendlich viele verschiedene Präsentationen. Zum Beispiel ändern die folgenden Transformationen die Präsentation {\displaystyle (S,R)}, nicht aber die präsentierte Gruppe {\displaystyle \langle S\mid R\rangle }:
Hinzufügen bzw. Entfernen einer redundanten RelationIst {\displaystyle r\in F(S)} eine Konsequenz der Relationen {\displaystyle R}, so erhält man mit den Relationen {\displaystyle R^{*}=R\cup \{r\}} zwar eine neue Präsentation {\displaystyle (S,R^{*})}, aber doch eine isomorphe Gruppe {\displaystyle \langle S\mid R^{*}\rangle \cong \langle S\mid R\rangle }.
Hinzufügen bzw. Entfernen eines redundanten ErzeugersFür {\displaystyle s\notin S} und {\displaystyle w\in F(S)} erhält man mit den Erzeugern {\displaystyle S^{*}=S\cup \{s\}} und den Relationen {\displaystyle R^{*}=R\cup \{sw^{-1}\}} zwar eine neue Präsentation {\displaystyle (S^{*},R^{*})}, aber doch eine isomorphe Gruppe {\displaystyle \langle S^{*}\mid R^{*}\rangle \cong \langle S\mid R\rangle }.
Der Satz von Tietze besagt, dass diese Transformationen bereits alle Möglichkeiten ausschöpfen:
Sind {\displaystyle (S_{1},R_{1})} und {\displaystyle (S_{2},R_{2})} zwei endliche Präsentationen, so stellen sie genau dann isomorphe Gruppen dar, wenn sie sich durch eine endliche Folge der beiden obigen Transformationen ineinander überführen lassen.

## Die drei Dehnschen Probleme
Der deutsche Mathematiker Max Dehn hat zu Beginn des 20. Jahrhunderts mit seinen grundlegenden Arbeiten die kombinatorische Gruppentheorie entscheidend geprägt. Er hat hierbei insbesondere drei allgemeine Probleme herausgestellt, die für die Arbeit mit Präsentationen von fundamentaler Bedeutung sind, sowohl in praktischer wie in theoretischer Hinsicht.

### Das Wortproblem
Das erste Problem ist das offensichtlichste: Wenn man in der Gruppe {\displaystyle \langle S\mid R\rangle } konkret rechnen will, dann muss man Elemente vergleichen und feststellen können, ob sie gleich oder verschieden sind. Da alle Elemente als Wörter über der erzeugenden Menge {\displaystyle S} geschrieben werden können, führt dies unmittelbar auf folgendes Wortproblem:
Gegeben sei eine endliche Präsentation {\displaystyle (S,R)} der Gruppe {\displaystyle G=\langle S\mid R\rangle }.
Zu gegebenen Wörtern {\displaystyle w_{1},w_{2}\in F(S)} bestimme man, ob sie dasselbe Element in {\displaystyle G} darstellen.
Hierzu ist folgendes Problem äquivalent, mittels {\displaystyle w=w_{1}w_{2}^{-1}}:
Zu einem gegebenen Wort {\displaystyle w\in F(S)} bestimme man, ob {\displaystyle w} in der Gruppe {\displaystyle G} das neutrale Element darstellt.
Nach Konstruktion von {\displaystyle G=F/K} muss man also bestimmen, ob {\displaystyle w} im Normalteiler {\displaystyle K=\langle R^{F}\rangle } liegt oder nicht. Selbst bei einer kleinen Menge {\displaystyle R} von Relationen ist der so erzeugte Normalteiler {\displaystyle K} jedoch riesig. Immerhin kann man die Menge {\displaystyle K} systematisch aufzählen und damit ist das Wortproblem stets semi-entscheidbar: Wenn {\displaystyle w\in K} gilt, dann findet man dies nach endlich langer Zeit als Konsequenz der Relationen. Gilt hingegen {\displaystyle w\notin K}, dann findet die Aufzählung von {\displaystyle K} kein Ende.
Der Satz von Novikov-Boone besagt, dass das Wortproblem im Allgemeinen algorithmisch unlösbar ist.

### Das Konjugationsproblem
Das Konjugationsproblem ähnelt dem Wortproblem, ist aber im Allgemeinen noch schwieriger:
Gegeben sei eine endliche Präsentation {\displaystyle (S,R)} der Gruppe {\displaystyle G=\langle S\mid R\rangle }.
Zu gegebenen Wörtern {\displaystyle w_{1},w_{2}\in F(S)} bestimme man, ob sie konjugierte Elemente in {\displaystyle G} darstellen.
Mit {\displaystyle w_{2}=1} enthält man hier das Wortproblem als Spezialfall.
Ebenso wie das Wortproblem ist das Konjugationsproblem nur semi-entscheidbar und im Allgemeinen algorithmisch unlösbar.

### Das Isomorphieproblem
Das dritte und schwierigste der Dehnschen Probleme ist das Isomorphieproblem:
Gegeben seien zwei endliche Präsentationen {\displaystyle (S_{1},R_{1})} und {\displaystyle (S_{2},R_{2})}.
Man bestimme, ob die so präsentierten Gruppen {\displaystyle G_{1}=\langle S_{1}\mid R_{1}\rangle } und {\displaystyle G_{2}=\langle S_{2}\mid R_{2}\rangle } isomorph sind.
Die oben erklärten Tietze-Transformationen beschreiben, wie man Präsentationen ineinander umformen kann. Ausgehend von einer gegebenen Präsentation kann man somit alle äquivalenten Präsentationen aufzählen. Ebenso wie das Wort- und Konjugationsproblem ist das Isomorphieproblem nur semi-entscheidbar und im Allgemeinen algorithmisch unlösbar.